# Fentener van Vlissingen Cultuurprijs
De Fentener van Vlissingen Cultuurprijs wordt sinds 2004 toegekend door het Fentener van Vlissingen Fonds aan kunstenaars uit de disciplines beeldende kunst, muziek of theater en die een bijzondere bijdrage leveren aan het culturele leven van Utrecht. Op deze wijze wordt een extra impuls gegeven aan het Utrechtse kunstklimaat. Kunstenaars kunnen niet worden voorgedragen of zich zelf aanmelden. De keuze komt tot stand door het stichtingsbestuur van het Fentener van Vlissingen Fonds.

## Gelauwerden
- 2004 de eerste Fentener van Vlissingen Cultuurprijs voor de Utrechtse beeldhouwer Ruud Kuijer
- 2006 de tweede Fentener van Vlissingen Cultuurprijs voor Jos Groenier voor zijn werk als theatermaker, regisseur en theatervormgever
- 2010 de derde Fentener van Vlissingen Cultuurprijs voor muzikant Daniel Cross
- 2013 de vierde Fentener van Vlissingen Cultuurprijs voor Theatergroep DOX
- 2016 de vijfde Fentener van Vlissingen Cultuurprijs voor Kyteman, voor “zijn uitzonderlijke bijdrage aan het muziekleven in de stad Utrecht en ver daarbuiten.”
- 2018 Robbie Cornelissen